# Distretto di Taobei
Il distretto di Taobei (洮北区S, Tāoběi QūP) è un distretto della Cina, situato nella provincia di Jilin e amministrato dalla prefettura di Baicheng.